# Maxillaria christensonii
Maxillaria christensonii är en orkidéart som beskrevs av David Edward Bennett. Maxillaria christensonii ingår i släktet Maxillaria och familjen orkidéer.
Artens utbredningsområde är Peru. Inga underarter finns listade i Catalogue of Life.